# Черенков Федір Федорович
Федір Федорович Черенков (25 липня 1959, Москва, РРФСР — 4 жовтня 2014, Москва, Росія) — радянський і російський футболіст, півзахисник. Велику частину кар'єри провів у складі московського «Спартака». Зіграв 34 матчі за збірну СРСР.

## Біографія
Народився 25 липня 1959 року. в Москві.
Федір Черенков почав грати у футбол в команді районного ЖЕКу, де він проживав, беручи участь у турнірі «Шкіряний м'яч». На одній з ігор його, разом з двома гравцями, помітили селекціонери спортивного клубу «Кунцево», які запросили їх до себе. У «Кунцево» Черенков провів два роки, займаючись у тренера Михайла Івановича Мухортова.
У 1971 році Мухортов направив Федора у футбольну школу московського «Спартака», до тренера Анатолія Євстігнеєвича Масленкіна. У СДЮШОР «Спартак» Черенков провів шість років, виступаючи під керівництвом Масленкіна, а потім Володимира Гнатовича Чернишова.
У 1977 році Черенков закінчив СДЮШОР (згодом отримала його ім'я), на його випускні ігри приїжджав керівник команди Микола Петрович Старостін, який запросив футболіста в дубль «червоно-білих».
У «Спартак» Черенкова взяв Костянтин Бєсков, який наприкінці 70-х років займався оновленням складу команди. З перших матчів зарекомендував себе як яскравий і неабиякий футболіст, з відмінною технікою та баченням поля.
Будучи найкращим футболістом країни, Федір Черенков тим не менш не отримував викликів до головної команди країни. Тодішній тренер збірної Валерій Лобановський будував гру на динамівцях Києва, які грали в силовий, доведений до автоматизму футбол, в який «вільний художник» «Спартака» не вписувався. Згодом, після провалу 1990 року, серед інших причин була названо невключення до збірної Черенкова.
У 1990 на півроку поїхав грати в «Ред Стар» (Париж, Франція). Однак в команді не прижився і вже восени 1991 року знову грав за «Спартак».
17 травня 1994 року був організований прощальний матч Черенкова, де суперником виступила «Парма» (генеральним спонсором прощального матчу виступила компанія МММ, подарувавши після матчу Федору новий джип Mitsubishi Pajero).
З 1994 року — на тренерській роботі в клубі «Спартак» Москва. В останні роки життя від тренерської діяльності відійшов, виступав в окремих ветеранських командах.

## Статистика

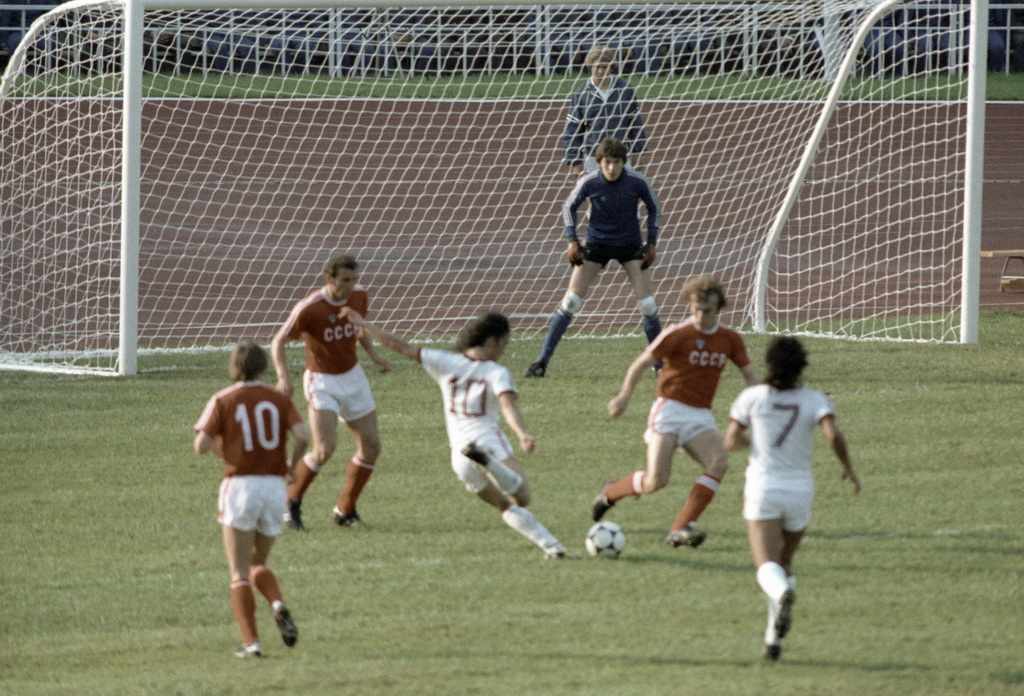
Федір Черенков (№ 10) на XXII Олімпійських іграх

- Чемпіонат СРСР 366 матчів, 89 голів.
- Чемпіонат Росії 32 матчі, 6 голів.
  - Всього — 398 матчів, 95 м'ячів.
- збірна СРСР 34 ігор, 12 м'ячів. Також за збірну СРСР зіграв в 1 неофіційному матчі.
- За олімпійську збірну СРСР зіграв 10 матчів, забив 6 голів.
- В цілому за кар'єру провів 542 матчі, забив 138 м'ячів, зробив 136 гольових передач.

## Досягнення

### Командні
- Чемпіон СРСР 1979, 1987, 1989
- Бронзовий олімпійський призер: 1980
- Володар Кубка Федерації футболу СРСР: 1987
- Чемпіон Росії: 1993
- Володар Кубка Росії: 1994
- Володар Кубка чемпіонів Співдружності: 1993 (2 гри, 1 гол)

### Особисті
- Приз «Найкращому футболістові СРСР» (за результатами опитування тижневика «Футбол»): 1983, 1989
- Приз «Вірність клубу»: 1989
- Приз «Організатору атаки»: 1988, 1989
- Член клубу бомбардирів Григорія Федотова (141 гол)
- Член клубу 100 російських бомбардирів (141 гол)
- Рекордсмен за кількістю ігор за московський «Спартак» — 515
- Заслужений майстер спорту СРСР (1989)
- У списках 33 найкращих футболістів СРСР 9 разів, з них № 1 (1983, 1985, 1987 і 1989) — 4 рази, № 2 (1980, 1982 і 1988), № 3 (1981 і 1984).

### Державні нагороди
- Кавалер ордена «Знак Пошани» 1985
- Кавалер ордена Дружби народів 1994
- Кавалер ордена Пошани 1997
- Нагорода РФС «Легенда футболу» 2009[4].

## Сім'я
Був одружений другим шлюбом, дружина Ірина, прийомний син Денис. Від першого шлюбу була дочка Настя.